# Comandante Nicanor Otamendi
Comandante Nicanor Otamendi – miasto w Argentynie leżące w prowincji Buenos Aires, 35 kilometrów od miasta Miramar.
Według spisu z roku 1991 miasto liczyło 5616 mieszkańców, a w roku 2001 5977 mieszkańców, czyli o 6.4% więcej.
Miasto jest siedzibą klubu piłkarskiego Círculo Deportivo.